# آن سه یونگ
آن سه یونگ (کره‌ای: 안세영؛ زادهٔ ۵ فوریهٔ ۲۰۰۲) بدمینتون‌باز اهل کره جنوبی است.